# Pocillopora setchelli
Pocillopora setchelli is een rifkoralensoort uit de familie van de Pocilloporidae. De wetenschappelijke naam van de soort is voor het eerst geldig gepubliceerd in 1929 door Hoffmeister.